# Маширь, Иван Васильевич
Иван Васильевич Маширь (1910—1981) — лейтенант Советской Армии, участник Великой Отечественной войны, Герой Советского Союза (1943).

## Биография
Иван Маширь родился 16 августа 1910 года в селе Славянка (ныне — Межевский район Днепропетровской области Украины). После окончания семи классов школы работал в колхозе. В 1929 году переехал в Сталинскую область Украинской ССР. В 1932—1934 годах проходил службу в Рабоче-крестьянской Красной Армии. В августе 1941 года Маширь повторно был призван в армию. С октября того же года — на фронтах Великой Отечественной войны. В боях был ранен.
К августу 1943 года старший сержант Иван Маширь командовал взводом батареи 45-миллиметровых орудий 382-го стрелкового полка 84-й стрелковой дивизии 53-й армии Степного фронта. Отличился во время Курской битвы. В период с 18 по 23 августа 1943 года взвод Маширя участвовал в боях в районе сёл Наумовка Белгородского района Белгородской области и Безруки Дергачёвского района Харьковской области Украинской ССР и к востоку от города Люботин. В ожесточённых боях Маширь неоднократно замещал собой выбывших из строя бойцов взвода, лично подбил несколько немецких танков.
Указом Президиума Верховного Совета СССР от 1 ноября 1943 года за «образцовое выполнение боевых заданий командования на фронте борьбы с немецкими захватчиками и проявленные при этом мужество и героизм» старший сержант Иван Маширь был удостоен высокого звания Героя Советского Союза с вручением ордена Ленина и медали «Золотая Звезда» за номером 2588.
В 1946 году в звании лейтенанта Маширь был уволен в запас. Проживал в посёлке Дачное Марьинского района Донецкой области Украинской ССР, работал в совхозе. Активно занимался общественной деятельностью. Умер 9 января 1981 года, похоронен в Дачном.
Был также награждён орденами Отечественной войны 2-й степени и Красной Звезды, рядом медалей.